# Laczkó István (labdarúgó, 1948)
ifj. Laczkó István (Dorog, 1948. március 30. – ) labdarúgó, a Dorogi FC Örökös Tagja, minden idők egyik leggólerősebb csatára a dorogi klub történetében.

## Pályafutása
Mint a Dorogi Bányász saját nevelésű játékosa került a felnőtt csapatba. A mindig is erős és neves dorogi utánpótlás rengeteg tehetséges labdarúgót nevelt az idők során, ő azonban a legkiválóbbak közül is az egyik legreményteljesebb fiatal volt. Példaképe Ilku István volt, ezért a kezdetekben kapus szeretett volna lenni, de végül mezőnyjátékos lett. Már az úttörő bajnokságban is kitűnt tehetségével. Felnőtt játékosként 1967-ben az NB I/B-ben mutatkozott be a Ganz-MÁVAG elleni 4:0-s dorogi győzelemmel zárult mérkőzésen, ahol máris góllal járult hozzá a sikerhez. Hamarosan a csapat legeredményesebb támadójátékosa lett és többszörös házi gólkirály. Különösen az 1972-1973-as bajnoki évadban sziporkázott, amikor 18 góljával sokat tett az NB I-ben való feljutásért.
Élete első NB I-es mérkőzése 1973. augusztus 19-én azóta már legenda, ahol mintegy 18 ezer szurkoló előtt, forró hangulatú meccsen az ő góljával a Dorog legyőzte a Ferencvárost. A mérkőzést közvetítő Szepesi György a rá jellemző utánozhatatlan kommentárjával elragadtatással számolt be arról, miszerint "Laczkó torpedó fejes-góljával" vezet a Dorog a Fradi ellen. A gólon kívül egy abszolút gólhelyzete is kimaradt, ahol kapáslövése a már vert Géczi István mellett éppen csak mellé ment. Menet közben több élvonalbeli klub is érdeklődött iránta, de kitartott a Dorog mellett. Amikor a csapat kiesett az NB I-ből, még inkább megszaporodtak a kérők. Amikor feltették a kérdést neki a lehetséges átigazolással kapcsolatban, miszerint szeretne-e az első osztályban játszani, erre azt felelte, hogy természetesen igen, de a Dorog játékosaként. Biztos volt abban, hogy a csapat vissza kerül a legjobbak közé. Igaza lett, mert két év múlva a Dorog újra az NB I-be került, viszont éppen Laczkó nélkül, ugyanis a kiváló csatár pályafutása derékba tört egy szerencsétlen magánéletbeli tragédiával, amely miatt 1975 és 1978 között 3 évet kellett kihagynia.
Az 1978-79-es évad őszi szezonjában térhetett vissza, de a hosszú kényszerpihenő ellenére a csapat egyik legjobbja és leggólerősebb játékosa volt. A további években is kivétel nélkül házi gólkirály volt. Az 1981-1982-es bajnoki évadban bajnoki bronzérmet szerzett a csapattal az NB II-ben úgy, hogy sokáig nyílt volt a versenyfutás a bajnokságot nyert MTK-val. A bajnokság végén végzetes sérülést szenvedett. Eltörték a lábát, amelynek következtében gyakorlatilag a teljes 1982-1983-as évadot ki kellett hagynia. A tavaszi fordulóban ugyan kétszer lehetőséghez kapott csereként bajnoki mérkőzésen, de a lába maradandó sérülése nem tette számára lehetővé a játék folytatását, legalábbis nem ezen a szinten. Így a bajnokság végén 34 évesen visszavonult. A búcsú kétszeresen is fájó. Egyrészt kényszerből fejezte be az aktív játékot, másfelől pedig a Dorog kiesett az NB II-ből. Egybehangzó vélemény szerint Laczkóval nem esett volna ki a csapat (így is csak egy hajszálon múlott a bennmaradás), sőt előkelő helyet jósoltak volna számára. Annak ellenére, hogy kényszerből sokat kihagyott, különös tekintettel az elveszett 3 évre, a dorogi góllövő örök ranglista 4. helyén áll, ahol csak Molnár József, Peszeki Jenő és Monostori Tivadar előzi meg. Az aktív labdarúgó éveket követően a Dorogi Szénbányáknál bányászként dolgozott nyugdíjazásáig. Közben levezetésként a negyedosztályban szereplő Sárisápi Bányászban játszott.

## Családja
Édesapja Laczkó István, aki a Dorog kitűnő játékosa volt az 1940-es – 1950-es években, majd vezetőedzője és utánpótlás edző. Becenevét is tőle örökölte. Nős, fia, Gábor szintén focizott a Dorogban.